# إليزابيث المجرية
إليزابيث من المجر (1 يوليو 1207 -17 نوفمبر 1231)  هي كانت أميرة مملكة المجر. تزوجت إليزابيث في سن الرابعة عشرة وترملت في سن العشرين. بعد وفاة زوجها، استعادت مهرها واستخدمت المال لبناء مستشفى حيث كانت تخدم المرضى بنفسها. أصبحت رمزًا للجمعيات الخيرية المسيحية بعد وفاتها عن عمر يناهز 24 عامًا وتم تقديسها في 25 مايو 1235.